# 八剌
八剌（Baraq，?—?），察合台汗国察合台长子木阿秃干之孙，哈剌旭烈汗的侄子，也孙都哇的儿子，篤哇的父親。察合台汗国的第七任可汗。

## 早年生活
八剌的父親也孫篤哇因支持窩闊台汗家族而被蒙哥汗流放後，整個家族遷居至中國。八剌在忽必烈的陣營中長大，並在那裡獲得了顯赫地位。 

## 奪取察合台汗國汗位
在1260年代初期，八剌在忽必烈的支持下回到中亞，並贏得了察合台汗國第六代可汗木八剌沙的信任。但是當木八剌沙於1266年再次取得察合台汗位時，八剌在軍隊中獲得支持並發動政變，並於當年9月罷免了木八剌沙。但是八剌一登上察合台汗位之後立刻否認忽必烈作為蒙古大汗的權威，他罷免了忽必烈在東突厥斯坦的派官，並且以他自己的總督取而代之。他以強大的軍隊擊退了忽必烈軍，並且掠奪了于闐。儘管如此，忽必烈還是在1268年給予八剌一筆賠款試圖結束和他的衝突，以便於專注於對付窩闊臺汗國的海都汗。

## 四大汗國內戰
海都向八剌發動攻擊，一開始在錫爾河岸被八剌設伏擊敗。但接著海都在欽察汗國的忙哥帖木兒派出的三個萬戶的協助下在苦盞一帶擊敗八剌。海都在河中地區大肆燒殺搶掠，八剌逃亡至撒馬爾罕、布哈拉等地，沿路掠奪物資試圖重整軍隊。這舉動令海都有所顧忌，由於他還要對付忽必烈，不希望這些地區受到進一步的破壞，因此他向八剌提出議和。
「史集」的作者，伊兒汗國丞相拉施德丁記載，雙方於1269年春天在怛羅斯議和，但是同時期的伊兒汗國史學家瓦薩夫則記載，雙方於1267年在撒馬爾罕南方議和。八剌獲得了三分之二的河中地區，海都和忙哥帖木兒則獲得了三分之一。海都另外還控制了布哈拉的周邊地區。不過，雙方都只控制山林和沙漠地帶，城市地帶則交給著名的花剌子模行政官馬合木·牙剌瓦赤的兒子麻速忽管理。
八剌對協議十分不滿，他趁海都和忙哥帖木兒因河中地區的領土發生衝突時，撕毀協議，重新佔領布哈拉。他還試圖掠奪撒馬爾罕和布哈拉，但是受到麻速忽的竭力阻止。隨後他決定攻擊伊兒汗國取得大量牧場時，海都卻同意了，因為伊兒汗國的阿八哈汗是忽必烈的盟友。在1269年或1270年時海都甚至派遣欽察人軍隊和貴由汗的孫子察八特支援八剌進攻伊兒汗國。
八剌策反了阿八哈和其弟貼古迭兒手下的原察合台汗國部將，在呼羅珊擊敗伊兒汗國軍。但不久之後欽察人和八剌的將軍賈拉伊爾泰發生爭執，並以此為藉口返回海都那裏去。八剌先派他的兄弟，後來又派賈拉伊爾泰去追回欽察人，但沒有成功。很快，察八特也撤退，因為他的大部分部隊曾經在布哈拉被八剌的兒子擊潰。八剌向海都抗議但沒有用，海都後來甚至與阿八哈建立了友好關係。

## 敗亡
1270年7月22日，八剌因為派出大部分的兵力對付逃兵，在赫拉特被伊兒汗國大敗，並且負傷逃回布哈拉，而他的許多部隊也投降了敵人。他致信海都，將損失歸咎於欽察人和察八特並請求援助，海都隨即派出大軍支援。八剌鎮壓了叛軍後，他又寫信說不再需要援助，但海都的部隊繼續逼近，意圖摧毀察合台汗國的勢力，包圍了八剌的陣營。但到達營地後發現八剌已經在前一天晚上死去。八剌的大部分將軍隨後都服從了海都，瓦薩夫則記載八剌的將軍們在他還活著的時候就拋棄了他，而八剌別無選擇地向海都投降。一個月後，海都就任命自己為大汗，並保留了任命察合台汗國汗位的權力，並終生把持這一權力。察合台汗因此在接下來的三十年都成為了海都的傀儡。

## 子女
- 别帖木儿
- 都哇
- 八思麻
- 兀剌歹

## 延伸阅读
[在维基数据编辑]
 《新元史/卷107》，出自柯劭忞《新元史》
 在维基共享资源阅览影像